# Klub Sierpień 80

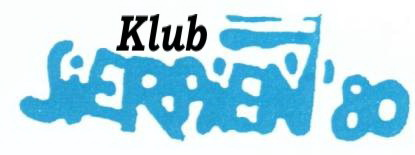
Logo Klubu

Polsko-Austriacki Klub Informacji i Kultury – „Sierpień ‘80” (niem. Polnisch-Österreichischer Klub für Information und Kultur – „Sierpień ‘80") – organizacja polonijna zarejestrowana w Wiedniu w grudniu 1981 roku, tuż po wprowadzeniu w Polsce stanu wojennego.

## Geneza
Wśród organizatorów znaleźli się polscy emigranci i wspierający ich radą i pomocą Austriacy zrzeszeni w organizacji „Solidarität mit Solidarność”. Działalność klubową poprzedziła praca redakcyjna przy tygodniku „Polskie Wiadomości”, który stał się potem biuletynem” Sierpnia '80”. Redakcja „Polskich Wiadomości” zwołała 21 stycznia 1982 roku Walne Zgromadzenie w trakcie którego ukonstytuowane zostało stowarzyszenie polsko – austriackie Klub „Sierpień ‘80”.

## Działalność

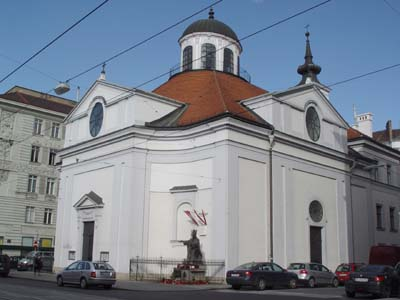
Polski Kościół w Wiedniu – Rennweg 5a. Siedziba Polskiej Misji Katolickiej w Austrii

Klub „Sierpień ‘80” od samego powstania współpracuje z Polską Misją Katolicką w Austrii, wokół której skupiona jest większa część Polonii austriackiej.
W połowie 2009 roku za pośrednictwem Klubu rozprowadzono w Wiedniu sporą liczbę cegiełek na renowację wileńskiego Cmentarza na Rossie.

## Siedziba
Od 1993 roku siedziba Klubu znajduje się w oficynie budynku stojącego w Wiedniu w 3 dzielnicy przy Boerhaavegasse 25. Ten znacznej wartości obiekt, który został ufundowany w pierwszych latach XX stulecia przez Polonię austriacką, nazywany jest również „Domem Polskim”.

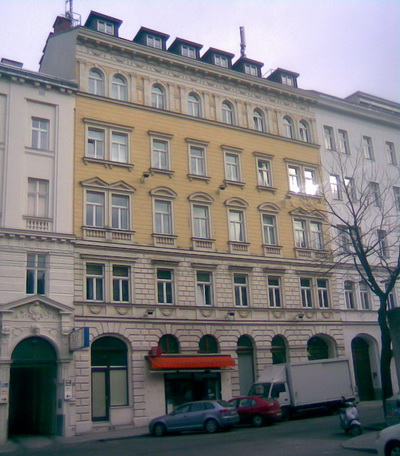
Stacja PAN w Wiedniu – historyczna nazwa „Dom Polski”. Siedziba Klubu Sierpień 80.

Od samego początku znalazły w nim swoje miejsce liczne organizacje polonijne. W latach 1916–1941 nieruchomość była oficjalnie własnością Fundacji „Dom Polski”, którą władze hitlerowskie w 1941 roku rozwiązały, a majątek skonfiskowały. W 1959 roku reaktywowano Fundację a władze austriackie zwróciły Polakom budynek. W 1981 roku wchodzące w skład Fundacji Kutatorium przekazało „Dom Polski” bezpłatnie na rzecz Polskiej Akademii Nauk.
W skład Kuratorium wchodziło troje przedstawicieli władz PRL i dwóch działaczy polonijnych. Zmianie właściciela „Domu Polskiego” nie towarzyszyło formalne zabezpieczenie, organizacjom polonijnym, prawa do prowadzenia w tym obiekcie swojej działalności.

## Prezesi Klubu
- Waldemar Stępkowski (1981–1982)
- Andrzej Jaślikowski (1982–1989)
- Jan Weber (1989–1993)
- Piotr Radowski (1993–)

## Działacze zasłużeni dla Klubu „Sierpień ‘80”
- Dr Agnieszka Hofman-Pianka – zmarła w 2003
- Witold Gnarowski – zmarł w 1999
- Jan Łasut
- Adam Szczepański